# Uromacer frenatus
Uromacer frenatus är en ormart som beskrevs av Günther 1865. Uromacer frenatus ingår i släktet Uromacer och familjen snokar.
Arten förekommer i södra delen av ön Hispaniola i Västindien samt på mindre tillhörande öar. Den lever i låglandet och i kulliga områden upp till 930 meter över havet. Ormen vistas i torra landskap som domineras av växter från akaciasläktet. Individerna klättrar främst i växtligheten och de besöker ibland marken. Födan utgörs av ödlor, bland annat av släktena anolisar, rullsvansleguaner och Ameiva. Honor lägger ägg.
Beståndet hotas av intensivt skogsbruk samt av landskapets omvandling till jordbruksmark. I regionen inrättades flera skyddszoner. IUCN listar arten på grund av farorna som nära hotad (NT).

## Underarter
Arten delas in i följande underarter:
- U. f. frenatus
- U. f. chlorauges
- U. f. dorsalis
- U. f. wetmorei